# Nikola Kotkov
Nikola Todorov Kotkov (en búlgaro: Никола Тодоров Котков; Sofía, Bulgaria, 9 de diciembre de 1938-paso de Vitinya, Bulgaria, 30 de junio de 1971), apodado Koteto (Котето, en español: el Gatito), fue un futbolista búlgaro que jugaba como delantero. 
Era conocido por su extraordinaria técnica y juego limpio. 
El Lokomotiv de Sofía creó un torneo internacional juvenil de fútbol con su nombre en su honor. Es uno de los pocos jugadores que anotaron 5 goles en un partido de Copa de Europa (actual Liga de Campeones de la UEFA).

## Fallecimiento
Murió en un accidente automovilístico el 30 de junio de 1971 en el paso de Vitinya mientras iba con su compañero y amigo Gueorgui Asparuhov hacia Vratsa. Fueron enterrados juntos en el Cementerio Central de Sofía.

## Selección nacional
Fue internacional con la selección de fútbol de Bulgaria en 26 ocasiones y convirtió 12 goles.

### Participaciones en Copas del Mundo
| Mundial                        | Sede       | Resultado      | Partidos | Goles |
| ------------------------------ | ---------- | -------------- | -------- | ----- |
| Copa Mundial de Fútbol de 1966 | Inglaterra | Fase de grupos | 1        | 0     |

## Clubes
| Club               | País     | Año       |
| ------------------ | -------- | --------- |
| Lokomotiv de Sofía | Bulgaria | 1956-1969 |
| ŽSK Slavija        | Bulgaria | 1969      |
| Levski de Sofía    | Bulgaria | 1969-1971 |

## Palmarés

### Campeonatos nacionales
| Título                      | Club               | País     | Año  |
| --------------------------- | ------------------ | -------- | ---- |
| Liga A de Bulgaria          | Lokomotiv de Sofía | Bulgaria | 1964 |
| Liga A de Bulgaria          | Levski de Sofía    | Bulgaria | 1970 |
| Copa del Ejército Soviético | Levski de Sofía    | Bulgaria | 1970 |
| Copa del Ejército Soviético | Levski de Sofía    | Bulgaria | 1971 |

### Distinciones individuales
| Distinción                     | Año  |
| ------------------------------ | ---- |
| Futbolista del año en Bulgaria | 1964 |